# Gare de Chambly
La gare de Chambly est une gare ferroviaire française de la ligne d'Épinay - Villetaneuse au Tréport - Mers, située à 500 mètres du centre de Chambly, commune du département de l'Oise, en région Hauts-de-France.
La commune dispose également d'une autre entité ferroviaire SNCF, d'importance industrielle, avec le site des Ateliers de Moulin-Neuf qui abrite aujourd'hui l'Établissement industriel de la voie de Moulin-Neuf (EIV de Moulin-Neuf).
C'est une gare SNCF, desservie par des trains TER Hauts-de-France assurant la relation de Paris-Nord à Beauvais via Persan - Beaumont.

## Situation ferroviaire

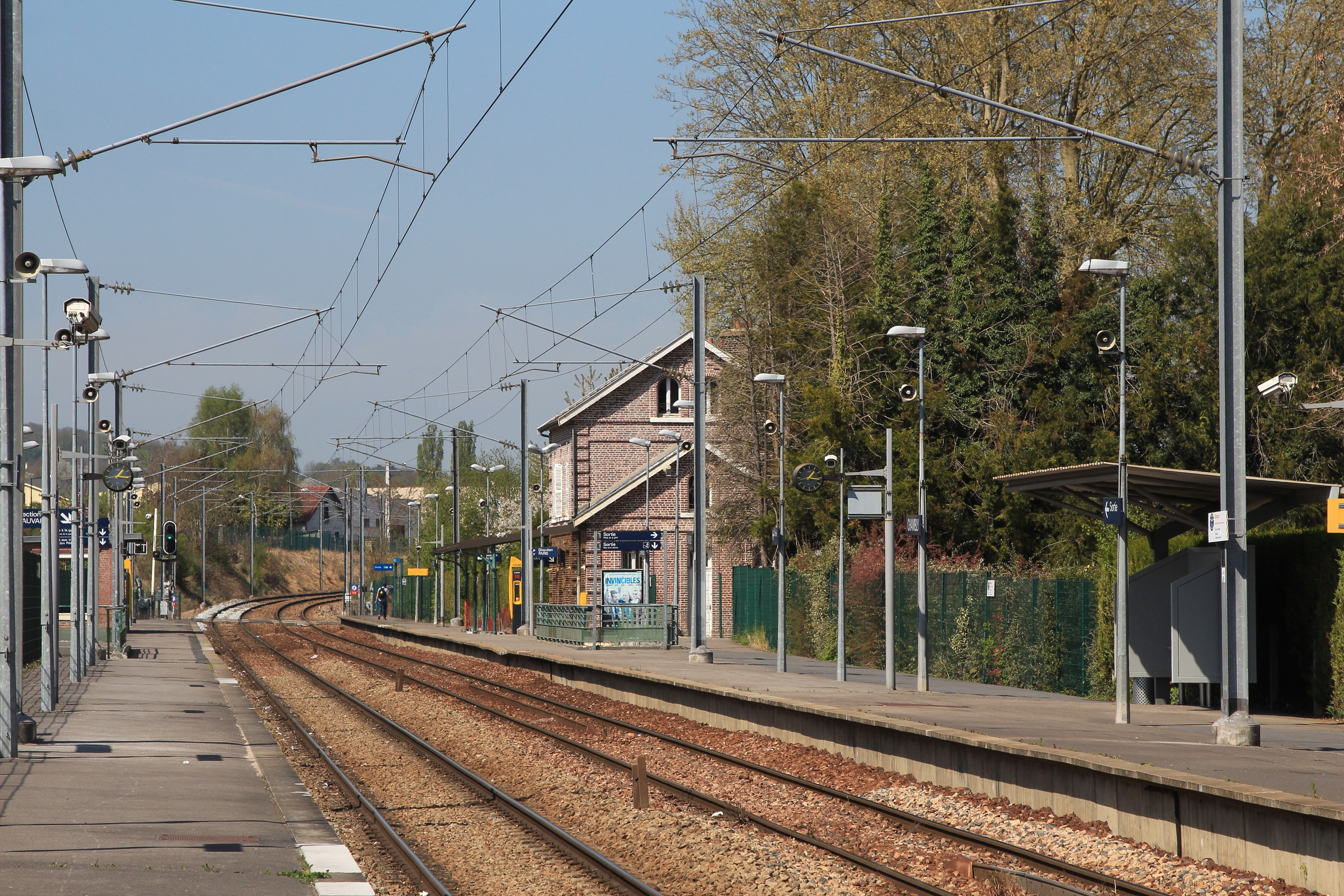
Vue de l'ensemble des voies et quai depuis l'extrémité sud des quais.

Établie à 42 mètres d'altitude, la gare de Chambly est située au point kilométrique (PK) 40,880 de la ligne d'Épinay - Villetaneuse au Tréport - Mers, entre les gares de Persan - Beaumont et de Bornel - Belle-Église.
Le site des Ateliers de Moulin-Neuf est situé sur la même voie au PK 39,445.

## Fréquentation
De 2015 à 2022, selon les estimations de la SNCF, la fréquentation annuelle de la gare s'élève aux nombres indiqués dans le tableau ci-dessous.
| Année                      | 2015    | 2016    | 2017    | 2018    | 2019    | 2020    | 2021    | 2022    |
| -------------------------- | ------- | ------- | ------- | ------- | ------- | ------- | ------- | ------- |
| Voyageurs                  | 650 655 | 703 547 | 716 218 | 622 939 | 674 357 | 461 738 | 555 890 | 681 255 |
| Voyageurs et non voyageurs | 813 319 | 879 434 | 895 273 | 778 674 | 842 946 | 577 172 | 694 863 | 851 569 |

## Service des voyageurs

### Accueil
Gare SNCF, elle dispose d'un bâtiment voyageurs, avec un guichet, ouvert tous les jours. Elle est équipée d'automates pour l'achat de titres de transport TER.
Un passage souterrain permet la traversée des voies et l'accès aux quais.

### Desserte
Chambly est desservie par des trains TER Hauts-de-France de la ligne Paris-Nord – Persan - Beaumont – Beauvais. Cela représente une vingtaine de trains par jour dans chaque sens en semaine et une douzaine les samedis, dimanches et fêtes.

### Intermodalité
Un parking pour les véhicules y est aménagé. La gare est desservie par les lignes 1 et 2 du réseau Pass Thelle Bus.

## Ateliers du Moulin Neuf

### Historique

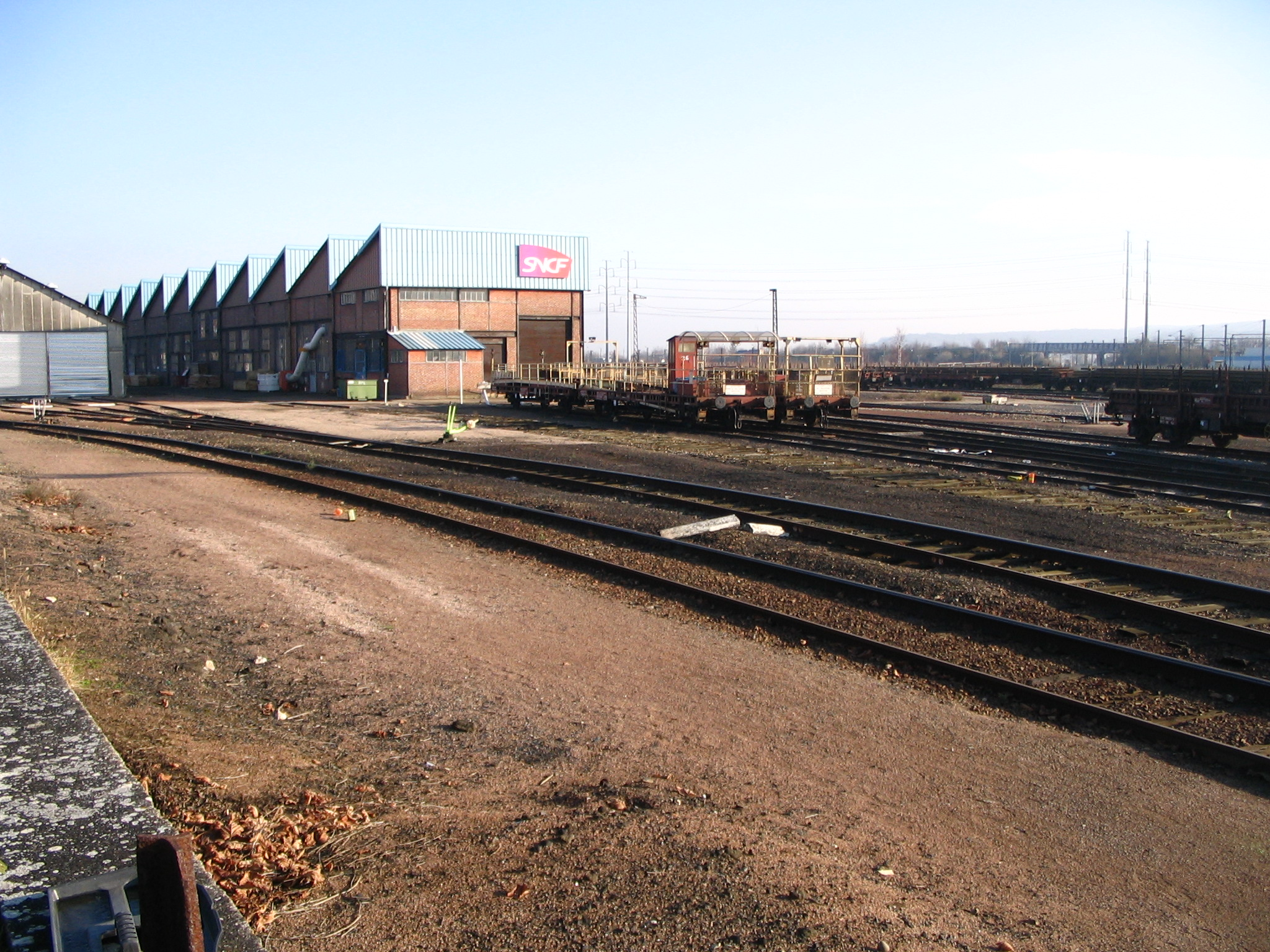
Site des Ateliers de Moulin-Neuf en décembre 2008.

Pendant la Première Guerre mondiale, le génie militaire français décida d'installer à Chambly un parc de matériel destiné à la réparation des voies stratégiques, à l'arrière du front. C'est l'origine de l'atelier de Moulin-Neuf, ouvert en 1916, auquel s'adjoint en 1917 un chantier de construction d'appareils de voie (aiguillages...), destiné à l'équipement des nouvelles voies stratégiques et à la réparation des lignes situées à l'arrière du front. Les installations sont dirigées par le 5e régiment du génie, seule unité de l'armée française spécialisée dans les travaux de voies ferrées.
À la fin de la guerre, le Génie quitte ces installations, qui sont reprises par la Compagnie du Nord, afin de reconstruire les voies et installations, qui ont considérablement souffert durant les années de conflit.
En 1920, s'installe à Moulin-Neuf le service des bois, qui était implanté avant-guerre à Villers-Cotterêts. Le Chemin de fer ayant d'importants besoins de bois traités, notamment pour la fabrication de ses traverses, une scierie, une menuiserie et une charpenterie sont implantées à Moulin-Neuf, ainsi que des installations d'imprégnation, de créosotage et de sabotage des traverses.

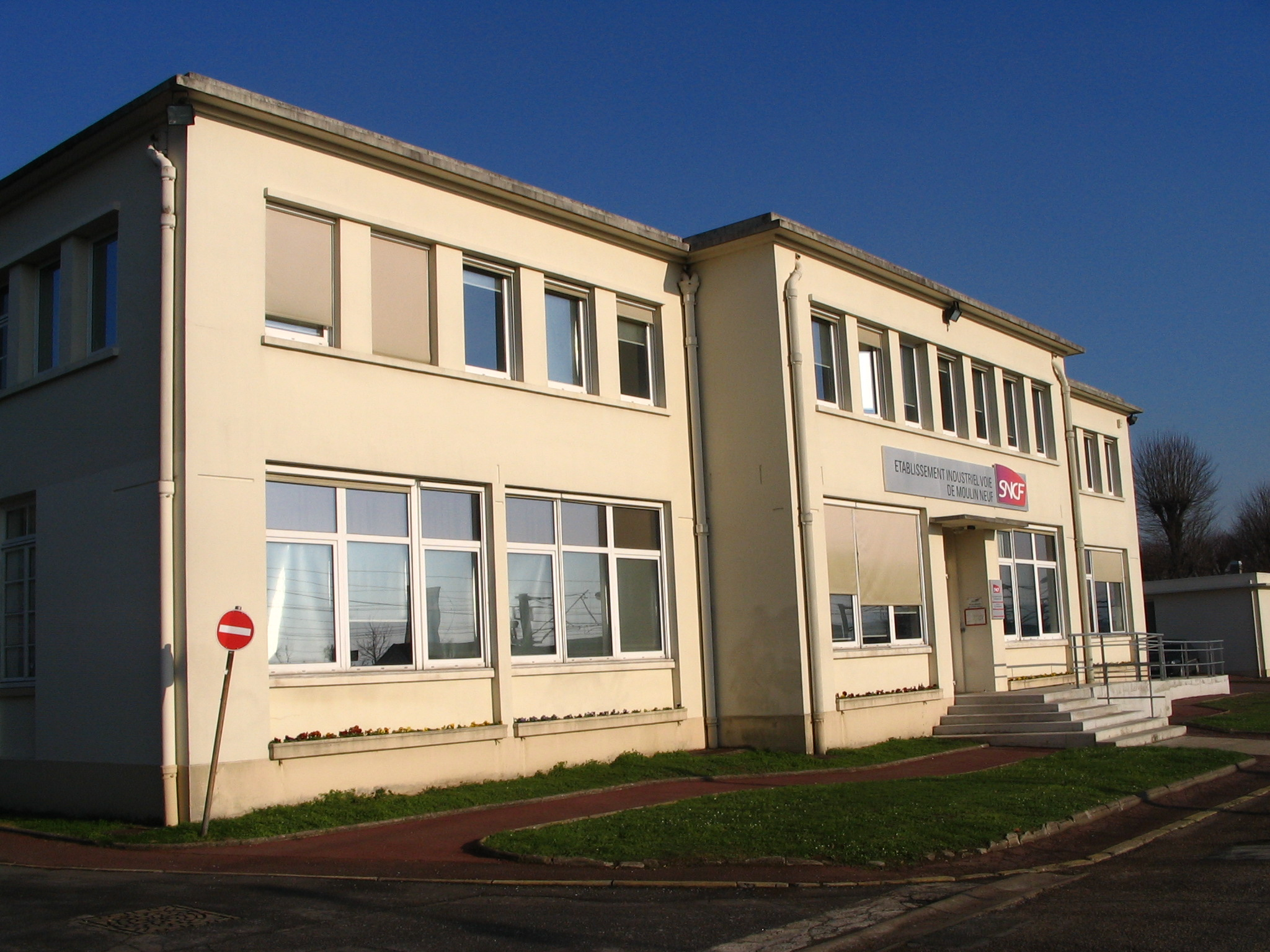
Le bâtiment principal de l'établissement industriel voie SNCF de Chambly - Moulin-Neuf.

Les installations continueront d'être agrandies avec la création d'une centrale électrique, des installations de forge et de mécanique ; en 1933, l'atelier compte 850 ouvriers et comprend une école d'apprentissage. Moulin-Neuf fournit à l'ensemble du réseau Nord tout le nécessaire à la construction et à l'entretien des installations ferroviaires en ce qui concerne les bois, les outillages et les matériaux de voie.
À partir de 1931, Moulin-Neuf récupère les activités de l'ancien chantier d'Ermont - Eaubonne et s'étend sur dix hectares supplémentaires, avec un portique de manutention, un atelier d'usinage des rails et plus de 1000 personnes travaillent sur le chantier au début de la Seconde Guerre mondiale. Elles sont 1150 au début des années 1960.
Afin de loger ses personnels, la Compagnie du Nord construit à Chambly une cité ouvrière de 160 logements entre 1920 et 1930, qui sera agrandie d'une centaine d'autres maisons après 1930.
Le site est bombardé à plusieurs reprises, et particulièrement en 1944. Le 2 mai 1944, plus de 1 200 bombes explosives et incendiaires sont larguées par une centaine de Avro Lancaster de la Royal Air Force, occasionnant d'importantes destructions aux ateliers.
Au début des années 1950, l'atelier de réparation et de fabrication du matériel de voie de chemin de fer fut l'un des plus grands d'Europe. Il s'étendait sur plus de 90 hectares dont une partie située sur la commune du Mesnil-en-Thelle. Le site est sillonné de 50 km de voies ferrées. Depuis 1966, le site s'appelle l'établissement industriel de voie (E.I.V) de Moulin-Neuf.
L'EIV est spécialisé dans la production d'aiguillages (ou appareils de voie) et de longs rails soudés pour SNCF Infra.

### Établissement industriel de voie (EIV)
Une vue aérienne du site est visible en cliquant sur les coordonnées ci-après :
- 49° 09′ 45″ N, 2° 16′ 02″ E : Vue aérienne des Ateliers de Moulin-Neuf

Environ 500 ouvriers y travaillent.